# Prestoea schultzeana
Prestoea schultzeana är en enhjärtbladig växtart som först beskrevs av Karl Ewald Maximilian Burret, och fick sitt nu gällande namn av Harold Emery Moore. Prestoea schultzeana ingår i släktet Prestoea och familjen Arecaceae. Inga underarter finns listade i Catalogue of Life.